# Nick Wiggins
Nick Wiggins (Toronto, Ontario, 4 de febrero de 1991) es un baloncestista canadiense que juega en las posiciones de escolta y alero. 

## Trayectoria

### Universidad
Wiggins jugó para los Vincennes Trailblazers y los Wabash Valley Warriors de la NJCAA, antes de ser reclutado por la Universidad Estatal de Wichita para jugar sus dos últimas temporadas en el baloncesto universitario estadounidense con los Shockers. En sus dos temporadas compitiendo en la Missouri Valley Conference de la División I de la NCAA, promedió 5 puntos y 2 rebotes por partido en 72 presentaciones. 

### Profesionalismo
Se presentó al Draft de la NBA de 2014 pero no resultó seleccionado por ninguna franquicia. Poco después los Harlem Globetrotters le ofrecieron un contrato junto a su hermano Mitchell Wiggins Jr. para que jugara para ellos, pero Wiggins desestimó la propuesta y se unió a la plantilla de los Sacramento Kings para disputar la NBA Summer League en Las Vegas.
Su primera experiencia como deportista profesional fue en la Basketball Bundesliga de Alemania, jugando dos meses para los Tigers Tübingen. Volvió en enero de 2015 a los Estados Unidos, incorporándose al Idaho Stampede de la NBA D-League. Al culminar la temporada, volvió a disputar la NBA Summer League, primero en Salt Lake City con los Utah Jazz y luego en Las Vegas con Minnesota Timberwolves.
En noviembre de 2015, después de que los Raptors 905 promovieran a los aleros Bruno Caboclo y Lucas Nogueira a los Toronto Raptors, el único representante canadiense de la NBA D-League fichó por un mes a Wiggins.
El alero arregló su incorporación a los Canterbury Rams de la NBL de Nueva Zelanda para la temporada 2016, pero fue apartado del equipo antes de que se iniciara oficialmente la competición. En consecuencia Wiggins se unió a los Mackay Meteors, un equipo de la Queensland Basketball League, una liga menor de Australia. Luego de ello jugó brevemente para el KK Rabotnički de la Makedonska Prva Liga.
En 2017 actuó con los Orangeville A's en la NBL de Canadá.
Wiggins jugó para Argentino de Junín en la Liga Nacional de Básquet de Argentina desde agosto de 2018 hasta febrero de 2019. Tras un paso por el Hi-Tech Bangkok City de Tailandia con el que conquistó el título de la TBSL, el Bauru del Novo Basquete Brasil lo contrató para disputar la temporada 2019-20, convirtiéndose en el primer canadiense en competir en esa liga. Regresó a Brasil en enero de 2021 como refuerzo del Cerrado Basquete.
En agosto de 2021 disputó la primera parte de la temporada de la Liga Nacional de Baloncesto de República Dominicana con los Indios de San Francisco de Macorís.
El siguiente destino de Wiggins fue Asia, jugando para los equipos taiwaneses de Yulon Dinos y Jeoutai Technology de la SBL, y para el Al-Quwa Al-Jawiya de Irak.
Disputó la temporada 2023 de la CEBL con los Brampton Honey Badgers. Luego de ello regresó a Irak, reforzando al Al-Hashd SC. 
Arrancó 2024 jugando para el Youloud de Mongolia, pero luego remplazó a Kamani Johnson en el Pacific Caesar Surabaya de Indonesia.

## Vida personal
Es hijo de Mitchell Wiggins, exjugador de la NBA, y de Marita Payne, exatleta que consiguió dos medallas en los Juegos Olímpicos de Los Angeles 1984. Su hermano menor es Andrew Wiggins y su primo es Antwaine Wiggins, ambos jugadores profesionales de baloncesto.